# Aaliyah Moore
Aaliyah Moore (* in Georgetown) ist eine guyanische Mittelstreckenläuferin, die sich auf den 800-Meter-Lauf spezialisiert hat.

## Sportliche Laufbahn
Erste internationale Erfahrungen sammelte Aaliyah Moore, die an der University of Kansas in den Vereinigten Staaten studiert, bei den Zentralamerika- und Karibikspielen 2023 in San Salvador, bei denen sie im Finale über 800 Meter disqualifiziert wurde.
In den Jahren 2019 und 2022 wurde Moore guyanische Meisterin im 1500-Meter-Lauf.

## Persönliche Bestleistungen
- 800 Meter: 2:05,11 min, 25. Februar 2023 in Lubbock
  - 1000 Meter (Halle): 2:51,22 min, 11. Februar 2022 in Boston
- 1500 Meter: 4:40,73 min, 22. April 2022 in Greensboro